# 比亞雷什恰湖
比亞雷什恰湖（白俄羅斯語：Бярэшча）是白俄羅斯的湖泊，位於列佩利西南12公里，由維捷布斯克州負責管轄，長2.8公里、寬1.8公里，面積4.08平方公里，集水區面積127平方公里，最大水深1.3米。